# Сенке успомена
Сенке успомена је југословенски филм снимљен 2000. године који је режирао Предраг Велиновић а сценарио написао Предраг Перишић.
Од снимљеног материјала направљена је и мини телевизијска серија од 4 епизоде у трајању од по 50 минута, која је емитована на првом програму РТС-а, и затим репризирана у више наврата, током низа година.